# FAM20B
FAM20B (англ. FAM20B, glycosaminoglycan xylosylkinase) – білок, який кодується однойменним геном, розташованим у людей на короткому плечі 1-ї хромосоми.  Довжина поліпептидного ланцюга білка становить 409 амінокислот, а молекулярна маса — 46 432.
| 10         |  | 20         |  | 30         |  | 40         |  | 50         |
| ---------- |  | ---------- |  | ---------- |  | ---------- |  | ---------- |
| MKLKQRVVLL |  | AILLVIFIFT |  | KVFLIDNLDT |  | SAANREDQRA |  | FHRMMTGLRV |
| ELAPKLDHTL |  | QSPWEIAAQW |  | VVPREVYPEE |  | TPELGAVMHA |  | MATKKIIKAD |
| VGYKGTQLKA |  | LLILEGGQKV |  | VFKPKRYSRD |  | HVVEGEPYAG |  | YDRHNAEVAA |
| FHLDRILGFH |  | RAPLVVGRFV |  | NLRTEIKPVA |  | TEQLLSTFLT |  | VGNNTCFYGK |
| CYYCRETEPA |  | CADGDIMEGS |  | VTLWLPDVWP |  | LQKHRHPWGR |  | TYREGKLARW |
| EYDESYCDAV |  | KKTSPYDSGP |  | RLLDIIDTAV |  | FDYLIGNADR |  | HHYESFQDDE |
| GASMLILLDN |  | AKSFGNPSLD |  | ERSILAPLYQ |  | CCIIRVSTWN |  | RLNYLKNGVL |
| KSALKSAMAH |  | DPISPVLSDP |  | HLDAVDQRLL |  | SVLATVKQCT |  | DQFGMDTVLV |
| EDRMPLSHL  |  |            |  |            |  |            |  |            |

A: Аланін

C: Цистеїн

D: Аспарагінова кислота

E: Глутамінова кислота

F: Фенілаланін

G: Гліцин

H: Гістидин

I: Ізолейцин

K: Лізин

L: Лейцин

M: Метіонін

N: Аспарагін

P: Пролін

Q: Глутамін

R: Аргінін

S: Серин

T: Треонін

V: Валін

W: Триптофан

Кодований геном білок за функціями належить до трансфераз, кіназ. 
Білок має сайт для зв'язування з АТФ, нуклеотидами, іонами металів, іоном марганцю. 
Локалізований у мембрані, апараті гольджі.